# Glen Ennis
Wikipedia
Glen D. Ennis (Vancouver, 19 de mayo de 1964) es un ex–jugador canadiense de rugby que se desempeñaba como octavo.

## Selección nacional
Fue convocado a los Canucks por primera vez en junio de 1986 para enfrentar a los Brave Blossoms y disputó su último partido en junio de 1998 ante las Águilas. En total jugó 32 partidos y marcó siete tries para un total de 28 puntos.

### Participaciones en Copas del Mundo
Disputó las Copas del Mundo de Nueva Zelanda 1987 jugando en todos los partidos, Inglaterra 1991 donde Ennis le marcó un try a los Stejarii para que los Canucks triunfen por segunda vez y avancen a la fase final del torneo, esta sigue siendo la mejor participación de Canadá y Sudáfrica 1995 en el que los canadienses resultaron eliminados en fase de grupos tras perder con los Wallabies y los eventuales campeones del Mundo; los Springboks.
| Mundial                       | Sede          | Resultado    | PJ | Tries |
| ----------------------------- | ------------- | ------------ | -- | ----- |
| Copa Mundial de Rugby de 1987 | Nueva Zelanda | Primera fase | 3  | 0     |
| Copa Mundial de Rugby de 1991 | Inglaterra    | Primera fase | 4  | 1     |
| Copa Mundial de Rugby de 1995 | Sudáfrica     | Primera fase | 3  | 0     |

## Palmarés
- Campeón del Pacific Rim Championship de 1998.
- Campeón del All-Japan Rugby Football Championship de 1995–96.